# Кирилл III (архиепископ Ростовский)

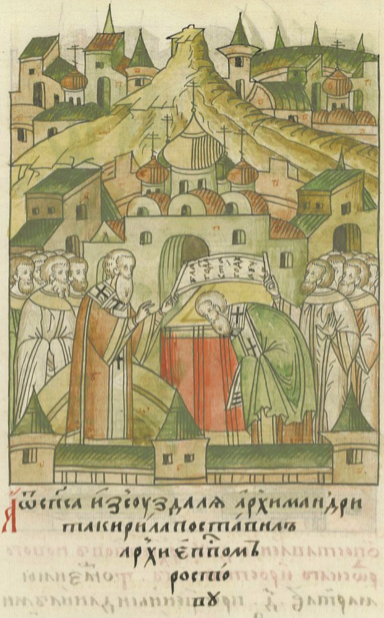
Посвящение Кирилла в епископы Ростовские

Архиепископ Кирилл (?—1538) — архиепископ Ростовский, Ярославский и Белозерский (1526—1538).
Сведений о нём сохранилось очень мало. В 1511 году упоминается архимандритом Спасо-Евфимиева монастыря в Суздале.
4 марта 1526 года хиротонисан во епископа Ростовского с возведением в сан архиепископа.
Скончался в 1538 году.